# Sphoeroides
Sphoeroides, rod otrovnih riba iz porodice Tetraodontidae ili napuhača koji obuhvaća 23 poznate vrste. Ove ribe veoma su otrovne zbog tetrodotoksina za koji se kaže da je 1250 puta jači od cijanida i da jedan gram može ubiti 30 ljudi. Prvi ih je opisao Anonymous Lacepède, 1798., a za njega postoje brojni sinonimi.
Neke vrste napuhača pojavile su se u kasnom 20. stoljeću i u Jadranu, tzv Kuglakož ili četverozupka napuhnjača. U Japanu gdje se napuhače nalaze na jelovniku izazivaju brojne smrtne slučajeve. jrel ood nje, kao i sve vrste napuhača nazivaju fugu. Trovanja s ovom ribom zabilježena su i ju Egiptu, Grčkoj, Izraelu i Libanonu.

## Vrste
- Sphoeroides andersonianus Morrow, 1957
- Sphoeroides angusticeps (Jenyns, 1842)
- Sphoeroides annulatus (Jenyns, 1842)
- Sphoeroides cheesemanii (Clarke, 1897)
- Sphoeroides dorsalis Longley, 1934
- Sphoeroides georgemilleri Shipp, 1972
- Sphoeroides greeleyi Gilbert, 1900
- Sphoeroides kendalli Meek & Hildebrand, 1928
- Sphoeroides lispus Walker, 1996
- Sphoeroides lobatus (Steindachner, 1870)
- Sphoeroides maculatus (Bloch & Schneider, 1801)
- Sphoeroides marmoratus (Lowe, 1838)
- Sphoeroides nephelus (Goode & Bean, 1882)
- Sphoeroides nitidus Griffin, 1921
- Sphoeroides pachygaster (Müller & Troschel, 1848)
- Sphoeroides parvus Shipp & Yerger, 1969
- Sphoeroides rosenblatti Bussing, 1996
- Sphoeroides sechurae Hildebrand, 1946
- Sphoeroides spengleri (Bloch, 1785)
- Sphoeroides testudineus (Linnaeus, 1758)
- Sphoeroides trichocephalus (Cope, 1870)
- Sphoeroides tyleri Shipp, 1972
- Sphoeroides yergeri Shipp, 1972

### Sinonimi
- Anchisomus Richardson, 1854
- Cirrhisomus Swainson, 1839
- Cirrhosomus Agassiz, 1846
- Cirrisomus Bonaparte, 1841
- Crauracium Agassiz, 1846
- Crayacion
- Crayracion Bleeker (ex Klein), 1865
- Holocanthus Gronow in Gray, 1854
- Leiodon Swainson, 1839
- Orbidus Rafinesque, 1815
- Stenometope Bibron in Duméril, 1855
- Stenometopus Troschel, 1856
- Thecapteryx Fowler, 1948
- Uranostoma Bleeker, 1865[3]

- Sphoeroides spengleri
- Sphoeroides parvus
- Sphoeroides pachygaster
- Sphoeroides marmoratus
- Sphoeroides dorsalis
- Sphoeroides annulatus
- Sphoeroides spengleri
- Sphoeroides angusticeps